# Сас ІІ
Сас II (пол. Sas II) — шляхетський герб, різновид герба Саса. 

## Опис герба
У червоному полі золотий півмісяць боком вниз, над ним — між двома золотими зірками — срібна стріла вгору. У клейноді сім павичевих пір'їн, що пронизані срібною стрілою ліворуч. 

## Геральдичний рід
Черкавські (Czerkawski), Димитрашки  (Dymitraszek), Хошовські (Hoszowski), Комарницькі  (Komarnicki), Козловські (Kozłowski), Кунічки (Kunicki), Пальмітовські (Palmitowski), Пасхальські (Paschalski), Подмичальські (Podmichalski), Порембальські (Porembalski), Поребальські (Porębalski), Пшежовецькі (Przewoziecki), Ззул-Думінські (Szułho-Dumiński). 